# Заречни (Пензенска област)
Заречни (рус. Заречный) је затворени град у Русији у Пензенској области. Према попису становништва из 2010. у граду је живело 63.579 становника.

## Географија
Површина града износи 27,61 km².

## Становништво
Према прелиминарним подацима са пописа, у граду је 2010. живело 63.579 становника, 609 (0,97%) више него 2002.
| 1959. | 2002.  | 2010.  |
| ----- | ------ | ------ |
| 6.450 | 62.970 | 63.579 |